# Monchiero
Monchiero là một đô thị tại tỉnh Cuneo trong vùng Piedmont của Italia, vị trí cách khoảng 60 km về phía đông nam của Torino và khoảng 35 km về phía đông bắc của Cuneo. Tại thời điểm ngày 31 tháng 12 năm 2004, đô thị này có dân số 560 người và diện tích 5,0 km².
Monchiero giáp các đô thị: Dogliani, Lequio Tanaro, Monforte d'Alba và Novello.